# Dumbrăveni (okręg Vrancea)
Dumbrăveni – wieś w Rumunii, w okręgu Vrancea, w gminie Dumbrăveni. W 2011 roku liczyła 1864
mieszkańców